# Steriles Neutrino
Das sterile Neutrino ist ein hypothetisches Elementarteilchen, das nicht den fundamentalen Wechselwirkungen des Standardmodells, sondern nur der Gravitation und gegebenenfalls bislang noch unbekannten Wechselwirkungen unterworfen ist. Es handelt sich dabei um ein rechtshändiges Neutrino. Rechtshändige Neutrinos könnten Majorana-Fermionen sein, falls sie eine Majoranamasse haben.
Solche Teilchen gehören zu einer Singulett-Darstellung der starken und der schwachen Wechselwirkung; ihre schwache Hyperladung, ihr schwacher Isospin und ihre elektrische Ladung sind jeweils Null. In einer Großen vereinheitlichten Theorie (GUT) wie dem Georgi-Glashow-Modell wechselwirken sie via Eichbosonen, die bei gewöhnlichen, d. h. relativ niedrigen, Energien wegen ihrer extrem hohen Masse sehr stark unterdrückt sind. Im Fall von Supersymmetrie hätte das sterile Neutrino einen linkshändigen Superpartner, auch steriles Sneutrino genannt (das normale Neutrino ist linkshändig und das normale Sneutrino rechtshändig).
Welche Auswirkungen die Existenz von sterilen Neutrinos hat, hängt stark von ihrer Masse ab. Die Existenz leichter steriler Neutrinos, deren Masse mit der der bekannten Neutrinos vergleichbar ist, wurde seit der Postulierung ihrer Existenz 1996 häufig im Zusammenhang mit der Reaktor-Neutrino-Anomalie, den Beschleunigerexperimenten LSND und MiniBooNE sowie den Ergebnissen von Messungen mit Neutrinoquellen diskutiert. Im Jahr 2023 bestätigte das STEREO-Experiment die Reaktor-Neutrino-Anomalie, schloss eine Erklärung durch sterile Neutrinos jedoch aus.
Wenn sie deutlich schwerer als die bekannten Neutrinos sind, können sterile Neutrinos durch den Seesaw-Mechanismus die Massen der leichten Neutrinos erzeugen und so eines der großen Rätsel der Teilchenphysik lösen. Schwere sterile Neutrinos könnten auch die (kalte oder warme) dunkle Materie oder die Baryonenasymmetrie des Universums durch Leptogenese erklären. Solche schweren Neutrinos können an Teilchenbeschleunigern gesucht werden, sofern ihre Masse im Bereich der erreichbaren Kollisionsenergien liegt.